# Villarino (Villarino de Conso)
Villarino (llamada oficialmente San Martiño de Vilariño de Conso) es una parroquia y un lugar del municipio español de Villarino de Conso, en la provincia de Orense, Galicia.

## Toponimia
La parroquia también es conocida por los nombres de San Martín de Villarino y San Martiño de Vilariño.

## Organización territorial
La parroquia está formada por tres entidades de población, constando una de ellas en el nomenclátor del Instituto Nacional de Estadística español:
- A Faceira
- O Palacio
- Villarino (Vilariño)

## Demografía
Gráfica demográfica del lugar y parroquia de Villarino según el INE español:
| Gráfica de evolución demográfica de Villarino entre 2000 y 2023 |
|                                                                 |
| Datos según el nomenclátor publicado por el INE.                |